# Rosario Soto
Rosario Soto (Cipoletti, Río Negro, 7 de enero de 2000) es una balonmanista argentina. Juega en la posición de portera. Formó parte del plantel que obtuvo la medalla de bronce en el Mundial de Mauricio de 2017 y que ganó el Campeonato Panamericano de Paraguay en el mismo año.
Soto hizo parte de la selección que representó a su país en la disciplina de balonmano playa en los Juegos Olímpicos de la Juventud 2018 celebrados en Buenos Aires, Argentina, certamen donde con su selección obtuvo la medalla dorada derrotando en la final al seleccionado femenino de Croacia.

## Logros

### Final Juegos Olímpicos de la Juventud 2018
| Año  | Lugar        | Rival   | Marcador | Resultado |
| ---- | ------------ | ------- | -------- | --------- |
| 2018 | Buenos Aires | Croacia | 2–0      | Oro       |